# Cuieș
Cuieș – wieś w Rumunii, w okręgu Hunedoara, w gminie Ilia. W 2011 roku liczyła 72 mieszkańców.